# Beale ciphers

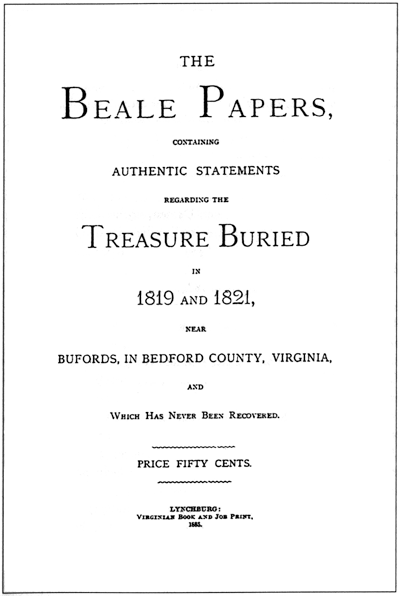
Portada de los papeles de Beale.

Los papeles de Beale son un conjunto de tres textos cifrados, uno de los cuales presuntamente indica la ubicación de un tesoro enterrado que contiene oro, plata y joyas con un valor estimado de entre 40 y 50 millones de dólares actuales. Compuesto por tres textos cifrados, el primero (no descifrado) describe la ubicación, el segundo (descifrado) el contenido del tesoro, y el tercero (no descifrado) lista los nombres de los dueños del tesoro.
La historia de los papeles de Beale se origina en 1885 por un folleto que detalla el tesoro enterrado por un hombre llamado Thomas J. Beale, en una ubicación secreta en el Condado de Bedford (Virginia) en 1820. Beale encomendó una caja que contenía los textos cifrados al hostelero local Robert Morriss y desapareció para siempre. Según la historia, el hostelero abrió la caja veintitrés años más tarde, y décadas después de hacerlo, antes de morir, entregó los tres textos cifrados a un amigo. El amigo pasó los veinte años siguientes intentando descifrar los mensajes, pero solo fue capaz de solucionar uno de ellos, el cual dio detalles del tesoro enterrado y la ubicación general del tesoro. El amigo publicó los tres textos cifrados en un folleto cuya venta se anunció en el año 1880.
Desde la publicación del folleto, ha habido un gran número de intentos de decodificar los restantes textos cifrados para localizar el tesoro, pero todos los esfuerzos han sido en vano.
Muchos argumentan que la historia es un engaño, incluyendo un artículo de 1980 titulado A Dissenting Opinion, del criptógrafo Jim Gillogly, y el análisis académico que realizó Joe Nickell en 1982 a los papeles de Beale y su historia, utilizando registros históricos que cuestionan la existencia de Thomas J. Beale. Nickell también presentó pruebas lingüísticas de que los documentos no podrían datar de la época que se le supone (por ejemplo, la palabra stampeding es más tardía). Su análisis del estilo de escritura mostró que Beale era muy probablemente James B. Ward, cuyo panfleto de 1885 reveló los papeles de Beale. Nickell argumenta que el cuento es por tanto una obra de ficción: se trataría de una alegoría de la «cámara secreta» de los masones. El propio James B. Ward era masón.

## Historia
Toda la historia tiene su origen en una sola fuente: un folleto publicado en 1885 titulado The Beale Papers. El americano Thomas J. Beale consiguió el supuesto tesoro a principios del siglo XIX en una mina al norte de Nuevo México, en lo que en aquella época era la provincia española de Santa Fe de Nuevo México, y que hoy probablemente forma parte de Colorado. Según el folleto, Beale era el líder de un grupo de treinta aventureros de Virginia que se toparon con la mina ─rica en oro y plata─ mientras cazaban búfalos. Los hombres pasaron dieciocho meses sacando grandes cantidades de metales preciosos, que entregaron a Beale con el encargo de que los transportara a Virginia y los enterrase en una ubicación segura. Tras hacer varios viajes para satisfacer el encargo, Beale escribió tres mensajes cifrados con la ubicación, la descripción del tesoro y los nombres de los dueños y sus familias.
Beale colocó los papeles cifrados y algunos otros en una caja de hierro. En 1822 entregó dicha caja a un posadero de Lynchburg llamado Robert Morriss. El tesoro estuvo supuesto para ser enterrado cercano Montvale en Bedford Condado, Virginia. Beale pidió a Morriss que no abriese la caja a no ser que ni Beale ni ninguno de sus hombres regresara de su viaje en diez años. En una carta enviada desde St. Louis unos meses más tarde, Beale prometió Morriss que un amigo de St. Louis le enviaría la clave a los criptogramas, pero esta clave nunca llegó, y veintitrés años más tarde, en 1845, Morriss abrió la caja, hallando dos textos con letra de Beale, y varias páginas de textos cifrados clasificado en «papeles 1», «papeles 2», y «papeles 3». Morriss no logró solucionar el código, y décadas más tarde legó la caja y su contenido a un amigo.
Este amigo, utilizando una edición de la Declaración de Independencia de los Estados Unidos como clave de un cifrado por libro, consiguió descifrar el segundo texto, que describía el tesoro enterrado. Incapaz de resolver los demás textos, acabó por publicarlos en un folleto titulado Los papeles de Beale, publicado por otro amigo, James B. Ward, en 1885.
Por tanto, Ward no es «el amigo». Ward es casi imposible de rastrear en registros locales, aparte de que aparezca como propietario de una casa en la que una tal Sarah Morriss, identificada como la esposa de Robert Morriss, murió a los setenta y siete años, en 1863. También hay constancia de que se convirtiera en Maestro Masón en 1863.

Beale - primer criptograma
Beale - segundo criptograma (si)
Beale - tercer criptograma.

### Supuesta autoría de Edgar Allan Poe
A veces se ha sugerido que Edgar Allan Poe es el verdadero autor del panfleto. El escritor se interesaba por la criptografía y la utilizó como parte de la trama en varias de sus obras, sobre todo en su cuento «El escarabajo de oro». También se sabe que vivió en Richmond (Virginia) durante el período de los encuentros de Beale con Morriss; en la década de 1820 era estudiante en la Universidad de Virginia en Charlottesville, aunque a causa de sus deudas, Poe marchó a Boston en abril de 1827.
Sin embargo, Poe murió en 1849, mucho antes que los folletos fuesen publicados. En la narración aparecen referencias a la Guerra de Secesión, que se produjo en la década de 1860, lo que también arroja dudas sobre la supuesta autoría de Poe. Los análisis estilométricos efectuados por el escritor William Poundston en su libro Los secretos más grandes revelan que la prosa de Poe es significativamente diferente a la del folleto.